# Fayza Ahmed
Fayza Ahmed, en arabe : فايزة أحمد, est née le 5 décembre 1934 à Sidon au Liban, d'un père syrien et d'une mère
libanaise. Elle obtient la nationalité égyptienne avant sa mort en 1983. C'est une chanteuse et une actrice du cinéma égyptien. Elle commence sa carrière dans une radio libanaise. Elle se marie à l'âge de treize ans et divorce rapidement après la naissance de sa fille. Sa discographie comprend plus de 320 chansons pour la radio et environ 80 pour la télévision.

## Filmographie
La filmographie de Fayza Ahmed, comprend, les films suivants  : 
- 1961 : I and My Daughters
- 1959 : Leila, Girl from the Shore
- 1959 : The Poor Millionaire
- 1958 : Catch the Thief
- 1957 : Tamarind

## Source de la traduction
- (en) Cet article est partiellement ou en totalité issu de l’article de Wikipédia en anglais intitulé « Fayza Ahmed » (voir la liste des auteurs).